# Michael Caton-Jones
Pour les articles homonymes, voir Jones et Michael Jones.
Michael Caton-Jones est un réalisateur et producteur britannique né en 1957 à Broxburn, Lothian, Écosse.

## Biographie
Fils d'un instituteur et d'une mère au foyer, il reçoit une éducation choyé comme fils unique du couple. Après des études de marketing à l'université de Londres, il commence à travailler dans une grande banque anglaise. Il y rencontre des producteurs de cinéma et de la télévision, ce qui le convainc de quitter la banque et de se lancer dans une nouvelle carrière à près de trente ans. 

## Filmographie

### comme réalisateur
- 1987 : Brond (TV)
- 1988 : Lucky Sunil (TV)
- 1989 : Scandal
- 1990 : Memphis Belle
- 1991 : Doc Hollywood
- 1993 : Blessures secrètes (This Boy's Life)
- 1995 : Rob Roy
- 1997 : Le Chacal (The Jackal)
- 1998 : Trinity (série télévisée)
- 2002 : Père et Flic (City By The Sea)
- 2005 : Shooting Dogs
- 2006 : Basic Instinct 2 (Basic Instinct 2: Risk Addiction)
- 2009 : MI-5 (série télévisée), Saison 9 - épisodes 2 et 3
- 2012 : Un monde sans fin (série TV)
- 2018 : Asher
- 2019 : Our Ladies

### comme producteur
- 1995 : Rob Roy
- 1997 : Le Chacal (The Jackal)
- 2002 : Père et flic (City By The Sea)

### comme acteur
- 1991 : Doc Hollywood : le maître d'hôtel
- 1997 : Le Chacal (The Jackal) : l'homme dans la vidéo

Comme de nombreux réalisateurs, Michael Caton-Jones fait appel à certains acteurs de manière récurrente dans plusieurs de ses films : 
- John Hurt dans Scandal, Rob Roy et Shooting Dogs.
- Robert De Niro dans Blessures secrètes et Père et flic.
- Eric Stoltz dans Rob Roy et Memphis Belle.